# Тибурци, Эрнст
Эрнст Тибурци (нем. Ernst Tiburzy; 26 декабря 1911, Дросдовен, округ Йоханнисбург, Восточная Пруссия — 14 ноября 2004, Папенбург) — командир батальона немецкого фольксштурма, участник Второй мировой войны, награждён Рыцарским крестом Железного креста.

## Биография
Тибурци был командиром батальона фольксштурма 25/82 в Кёнигсбергской крепости. Он получил Рыцарский крест во время обороны Кёнигсберга: 10 февраля 1945 года, увидев во время боя, что один из командиров батальонов попытался сбежать, он застрелил его, затем нашёл несколько панцерфаустов и уничтожил с их помощью от пяти до девяти советских танков Т-34, наступавших на их позиции. Затем он лично повёл свой батальон в контратаку, чем предотвратил прорыв советских войск, однако сам был тяжело ранен и потерял правый глаз. Позднее во время войны он был ранен ещё несколько раз.
Тибурци был первым из четырех членов фольксштурма, получивших Рыцарский крест. Награда была подтверждена в немецком выпуске военного киножурнала «Die Deutsche Wochenschau» Nr.755 от 22 марта 1945.
Кроме того, Тибурци упоминается в сводке вермахта от 28 февраля 1945 года.

## Награды
- Рыцарский крест Железного креста (10 февраля 1945 года);
- Железный крест I-го класса;
- Железный крест II-го класса;
- Нагрудный штурмовой пехотный знак;
- Нагрудный знак «За ранение» I-го класса;
- Нарукавный знак «За уничтоженный танк» (9 раз);
- Медаль «За выслугу лет в НСДАП» 3-го класса;
- Спортивный знак СА золотой.